# 尾崎咢堂記念館 (伊勢市)
尾崎咢堂記念館（おざきがくどうきねんかん）は、政治家尾崎行雄（尾崎咢堂）を記念して開設された三重県伊勢市にある伊勢市立の博物館である。

## 概要
尾崎家から木造2階建ての旧尾崎邸（1933年（昭和8年）建築、当時の地名は度会郡城田村大字川端）の土地と建物を伊勢市が譲り受け開設した。
- 鉄骨造2階建
- 敷地面積：2253.15m2
- 建築面積：633.42m2
- 延床面積：771.05m2（1階 505.395m2、2階 265.655m2）
- 1階：遺品陳列室、事務室、会議応接室、収蔵庫ほか
- 2階：会議室、倉庫

## 沿革
- 1959年（昭和34年）4月16日 - 伊勢市川端町の旧尾崎邸に尾崎咢堂記念館が開館する。
- 2002年（平成14年）9月25日 - 施設の老朽化に伴う全面改築工事を起工する[2]。
- 2003年（平成15年）11月15日 - 改築工事が完了し、新装開館する[3]。

## その他
- 1912年、東京市長であった尾崎行雄がアメリカ合衆国に桜の苗を贈り、3年後に返礼として贈られたハナミズキの苗の一部が記念館に植えられている[4]。
- 当初の記念館には結婚式場が併設されていたが、利用者の減少により2001年（平成13年）4月に閉鎖された[5]。

## 交通アクセス
- 三重交通バス 伊勢市駅前または宇治山田駅前より「注連指」「上田口」「田間」行きに乗車、「川端堤」バス停下車
- 三交伊勢志摩交通バス 伊勢市駅前より「玉城町役場」行きに乗車、「川端」バス停下車
- 伊勢自動車道 玉城インターチェンジより約8km、伊勢西インターチェンジから約5km
- 駐車場あり